# Trattato di Fontainebleau (1807)
Nel 1806, dopo aver rinunciato all'invasione dell'Inghilterra, Napoleone decreta il Blocco continentale. Il Portogallo, storico alleato dell'Inghilterra, si rifiuta di rispettare questo blocco e Napoleone decide di attaccarlo. Per questa situazione è necessario portare delle truppe terrestri fino in Portogallo. Pertanto il 29 ottobre 1807, Manuel Godoy allora primo ministro del re spagnolo Carlo IV e Napoleone I firmano il trattato di Fontainebleau, che autorizza il passaggio delle truppe francesi nel territorio spagnolo al fine di invadere il Portogallo.
Una volta attaccato, il paese sarebbe stato diviso in tre zone:
- la zona settentrionale sarebbe stata riconsegnata al vecchio re d'Etruria come compensazione dei suoi territori italiani annessi da Napoleone;
- la zona centrale sarebbe stata riservata in vista di un possibile scambio con Gibilterra e l'isola di Trinidad, in mano all'Inghilterra;
- la zona meridionale sarebbe ritornata a Godoy e alla sua famiglia come principato;
- le isole e le colonie del Portogallo sarebbero state divise tra la Francia e la Spagna.

In effetti, nel novembre 1807, l'armata franco-spagnola giunge in Portogallo ed il 1º dicembre 1807 occupa Lisbona. La famiglia reale portoghese, tra cui il re Giovanni VI, è obbligata a rifugiarsi in Brasile. Contemporaneamente le truppe francesi occupano i principali luoghi spagnoli. Questo porta inevitabilmente allo scoppio della guerra d'indipendenza spagnola.